# Salacia bicalycula
Salacia bicalycula is een hydroïdpoliep uit de familie Sertulariidae. De poliep komt uit het geslacht Salacia. Salacia bicalycula werd in 1876 voor het eerst wetenschappelijk beschreven door Coughtrey. 